# Alič
Alič je priimek v Sloveniji, ki ga je po podatkih Statističnega urada Republike Slovenije na dan 1. januarja 2010 uporabljalo  448 oseb in je med vsemi priimki po pogostosti uporabe uvrščen na 744. mesto. 

## Znani nosilci priimka
- Ermin Alić, nogometaš
- Jasna Alič, košarkarica, rokometašica
- Jurij Alič (1779–1845), duhovnik, šolnik in zbiralec narodopisnega gradiva
- Matej Alič - Matt, pevec idrijske rock skupine Banditi
- Matjaž Alič - Ramon (1978–2023), glasbenik kitarist - Zablujena generacija
- Primož Alič, glasbenik (avtor in pevec) - Zablujena generacija
- Simon Alič, gorski tekač
- Špela Alič, biologinja
- Špela Alič (*1997), fotomodel
- Jani Alič - novinar (Dnevnik) - oče spodnjega
- Vanja Alič (*1975), novinar in glasbenik

## Tuji nosilci priimka
- Mehmedalija Alić (*1962), bosanski rudar, vodil dela pri izkopavanju trupel v Hudi jami
- Salih Alić (1906–1982), bosanski pesnik